# Beautiful Creatures
Beautiful Creatures — американская хард-рок-группа из Лос-Анджелеса, образованная в 1999 году гитаристом Дареном Джеем Ашба и певцом Джои Лесте. Группа выпустила два альбома: Beautiful Creatures (2001) и Deuce (2005). С 2008 года группа записывает новый альбом.

## Дискография
- 2001 — Beautiful Creatures
- 2005 — Deuce

## Участники
- Джои Лесте — вокал
- Дельта Старр — соло-гитара
- Энтони Фокс — ритм-гитара
- Лэнс Эрик — бас-гитара
- Джастин Сэндлер — ударные

Бывшие участники
- DJ Ashba — соло-гитара
- Алекс Гросси — соло-гитара
- Кенни Куинс — бас-гитара
- Глен Собел — ударные
- Майкл Томас — соло-гитара
- Мэтт Старр — ударные
- Марк Симпсон — соло-гитара
- Тимми Рассел — ударные